# وارثه (نمایش‌نامه ۱۹۴۷)
وارثه (انگلیسی: The Heiress) نمایش‌نامه‌ای از روث گتز و همسرش آگستس گتز است که نخستین بار در ۲۹ سپتامبر ۱۹۴۷ میلادی به کارگردانی جد هریس در سالن نمایش تئاتر ساموئل جی. فریدمن در برادوی بر روی صحنه رفت و از آن پس چهار مرتبه بازاجرا شده است. وارثه دو سال بعد در انگلستان و در تئاتر هیمارکت به کارگردانی جان گیلگد و هنرنمایی رالف ریچاردسون و پگی اشکرافت اجرا شد و تا سال ۱۹۵۰میلادی، ۶۴۴ بار به روی صحنه رفت.
این نمایش‌نامه اقتباسی از رُمان «واشینگتن اسکوئر» اثرِ هنری جیمز است و در نخستین نمایش آن ستارگانی همچون وندی هیلر، بازیل رتبون و پیتر کوکسان بر روی صحنه رفتند.